# Official Girl
"Official Girl" är en R&B-låt framförd av den amerikanska sångerskan Cassie, komponerad av Danja och The Clutch för Cassies andra studioalbum som vid tidpunkten planerades att ges ut under titeln Electro Love.
I låten sjunger Cassie till sin kärlekspartner att hon är trött på att vara hans "inofficiella flickvän". I en intervju förklarade sångerskan att hon tyckte om låten eftersom den har ett budskap till unga kvinnor. Midtempo-spåret släpptes som en promosingel för sångerskans kommande album den 5 augusti 2008 och märkte på så vis sångerskans återkomst i USA sedan 2006:s "Long Way 2 Go". Låten blev också Cassies första singel i karriären som inte komponerats av Ryan Leslie. "Official Girl" mottog blandad kritik från musikrecensenter i USA som menade att låten inte var "Cassies bästa arbete" men ändå en duglig radiosingel. Utan någon marknadsföring debuterade låten på förstaplatsen på den amerikanska topplistan Billboard Hot Videoclip Tracks. I en intervju år 2010 meddelade Cassie att låten inte längre skulle inkluderas på hennes skiva, som på grund av otaliga förseningar ännu inte getts ut.
En musikvideo regisserades av Chris Robinson och hade premiär den 22 augusti 2008. Cassie förklarade att videon definitivt innehöll hennes svåraste dansrutin.

## Format och innehållsförteckning
| - Amerikansk digital singel 1. "Official Girl" (Featuring Lil' Wayne) - 4:18 | - Amerikansk "12-vinylsingel 1. "Official Girl" (Main) [Feat. Lil' Wayne] - 4:18 2. "Official Girl" (Instrumental) - 3:30 3. "Official Girl" (Main without rap) - 4:18 4. "Official Girl" (Instrumental) - 3:30 |

## Listor
| Listor (2008)                              | Topp position |
| ------------------------------------------ | ------------- |
| Amerikanska Billboard Hot Videoclip Tracks | 1             |